# Лопес, Хуан Мартин
Хуан Мартин Лопес (исп. Juan Martín López, 27 мая 1985, Буэнос-Айрес, Аргентина) — аргентинский хоккеист (хоккей на траве), защитник. Чемпион летних Олимпийских игр 2016 года, участник летних Олимпийских игр 2012 года, бронзовый призёр чемпионата мира 2014 года, двукратный чемпион Америки 2013 и 2017 годов, трёхкратный чемпион Панамериканских игр 2011, 2015 и 2019 годов.

## Биография
Хуан Мартин Лопес родился 27 мая 1985 года в Буэнос-Айресе.
Играл в хоккей на траве за аргентинский «Банко Провинсия», затем перебрался в нидерландский «Лёвен», но впоследствии вернулся.
С 2006 года выступает за сборную Аргентины, провёл 294 матча.
В 2008 году стал бронзовым призёром Трофея чемпионов.
В 2012 году вошёл в состав сборной Аргентины по хоккею на траве на летних Олимпийских играх в Лондоне, занявшей 10-е место. Играл на позиции защитника, провёл 6 матчей, мячей не забивал.
В 2014 году завоевал бронзовую медаль чемпионата мира в Гааге.
В 2016 году вошёл в состав сборной Аргентины по хоккею на траве на летних Олимпийских играх в Рио-де-Жанейро и завоевал золотую медаль. Играл на позиции нападающего, провёл 8 матчей, мячей не забивал.
В сезоне-2016/2017 завоевал серебряную медаль Мировой лиги.
В 2013 и 2017 годах выигрывал золотые медали чемпионата Америки.
Трижды завоёвывал золотые медали хоккейных турниров Панамериканских игр — в 2011 году в Гвадалахаре, в 2015 году в Торонто, в 2019 году в Лиме.